# The Lucky Transfer
Pour plus de détails, voir Fiche technique et Distribution.
The Lucky Transfer est un film américain réalisé par Tod Browning, sorti en 1915.

## Fiche technique
- Titre : The Lucky Transfer
- Réalisation : Tod Browning
- Scénario : Russell E. Smith
- Pays de production : États-Unis
- Format : Noir et blanc - 1,33:1 - Film muet
- Genre : court métrage
- Date de sortie : 1915

## Distribution
- Mary Alden : Helen Holland
- Tom Wilson : Ford
- Thomas Hull : Ransom
- Vester Pegg
- Margery Wilson
- William Lowery